# Dasineura medullaris
Dasineura medullaris är en tvåvingeart som först beskrevs av Jean-Jacques Kieffer 1892.  Dasineura medullaris ingår i släktet Dasineura och familjen gallmyggor.
Artens utbredningsområde är Frankrike. Inga underarter finns listade i Catalogue of Life.